# توگیاک (آلاسکا)
توگیاک (به انگلیسی: Togiak) شهری در ناحیه سرشماری دیلینگهام ایالت آلاسکا است که جمعیت آن در سرشماری سال ۲۰۰۰ میلادی ۸۰۹ نفر بوده‌است.